# Брайтгорн
Брайтгорн (нім. Breithorn) — гора в Пенінських Альпах, на кордоні Швейцарії і Італії, неподалік від Маттергорну. Її висота — 4164 м н.р.м.
Брайтгорн, у відповідності до переліку UIAA, має п'ять вершин:
- Західний Брайтгорн (4165 м, найвища і проста для сходження);
- Центральний Брайтгорн (4159 м);
- Східний Брайтхорн-Близнюк (4106 м);
- Західний Брайтхорн-Близнюк (4139 м);
- Роччіа Нера (італ. Roccia Nera, нім. Schwarzfluh, 4075 м).

Найближчі населені пункти — села Церматт (нім. Zermatt, Швейцарія) и Брой-Червінія (Breuil-Cervinia, Італія).

## Альпінізм
Брайтгорн — одна з найбільш легких для сходження альпійських вершин висотою понад 4000 м н.р.м., завдяки тому, що на розташовану поруч вершину Кляйн-Маттергорн (нім. Klein Matterthorn) проведено лінію канатної дороги, що підіймає альпіністів на висоту понад 3820 м.
Стандартний маршрут сходження на вершину проходить спочатку по плато закритого льодовика, а потім по західній частині сніжно-льодового схилу з південного боку гори, крутизна якого не перевищує 35°. Однак, на гребені Брайтгорну може бути сніговий карніз (надув), нависаючий на північний бік (в сторону Церматту), що може являти потенційну небезпеку. Більш досвідчені альпіністи можуть замість простого підйому здійснити траверс вершини.
Першовосходження на Західний Брайтгорн було здійснено 13 серпня 1813 року Генрі Мейнардом (фр. Henry Maynard) з групою місцевих провідників (фр. Joseph-Marie Couttet, Jean Gras, Jean-Baptiste Erin, Jean-Jacques Erin).
На Центральний Брайтгорн першим піднявся 19 липня 1900 року Е. Хан (фр. E. Hahn).
Східний Брайтгорн вперше було підкорено 16 серпня 1884 року Джоном Стеффордом Андерсеном (фр. J. Stafford Anderson).

## Ресурси Інтернету
- Вікісховище має мультимедійні дані за темою: Брайтгорн
- Брайтгорн на SummitPost.org [Архівовано 12 квітня 2012 у WebCite] (англ.)
- Брайтгорн на Peakware.com [Архівовано 16 грудня 2014 у Wayback Machine.] (англ.)
- Брайтгорн на 4000er.de [Архівовано 29 січня 2020 у Wayback Machine.] (нім.)

## Галерея

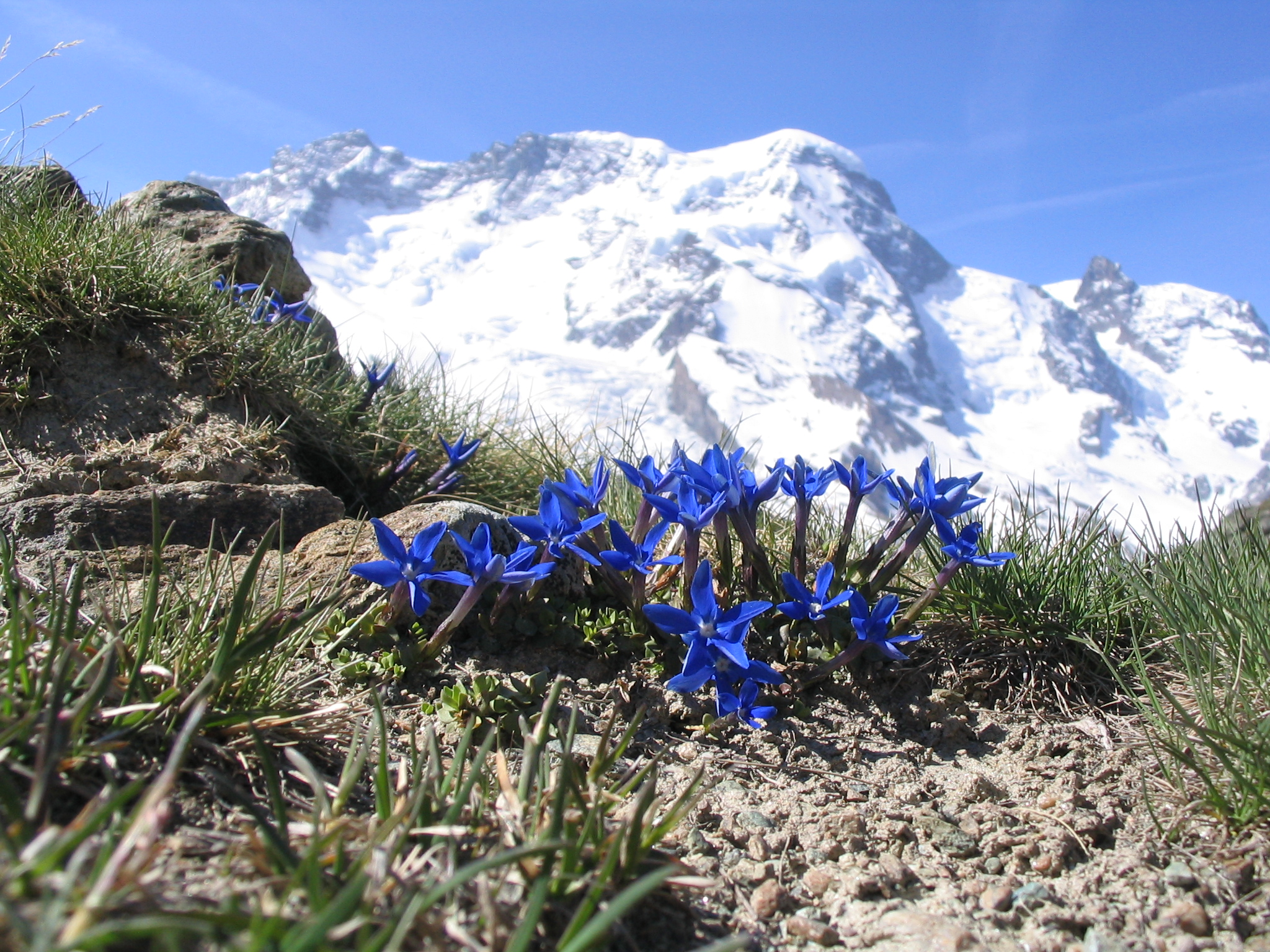
Брайтгорн з квітами тирличу на передньому плані
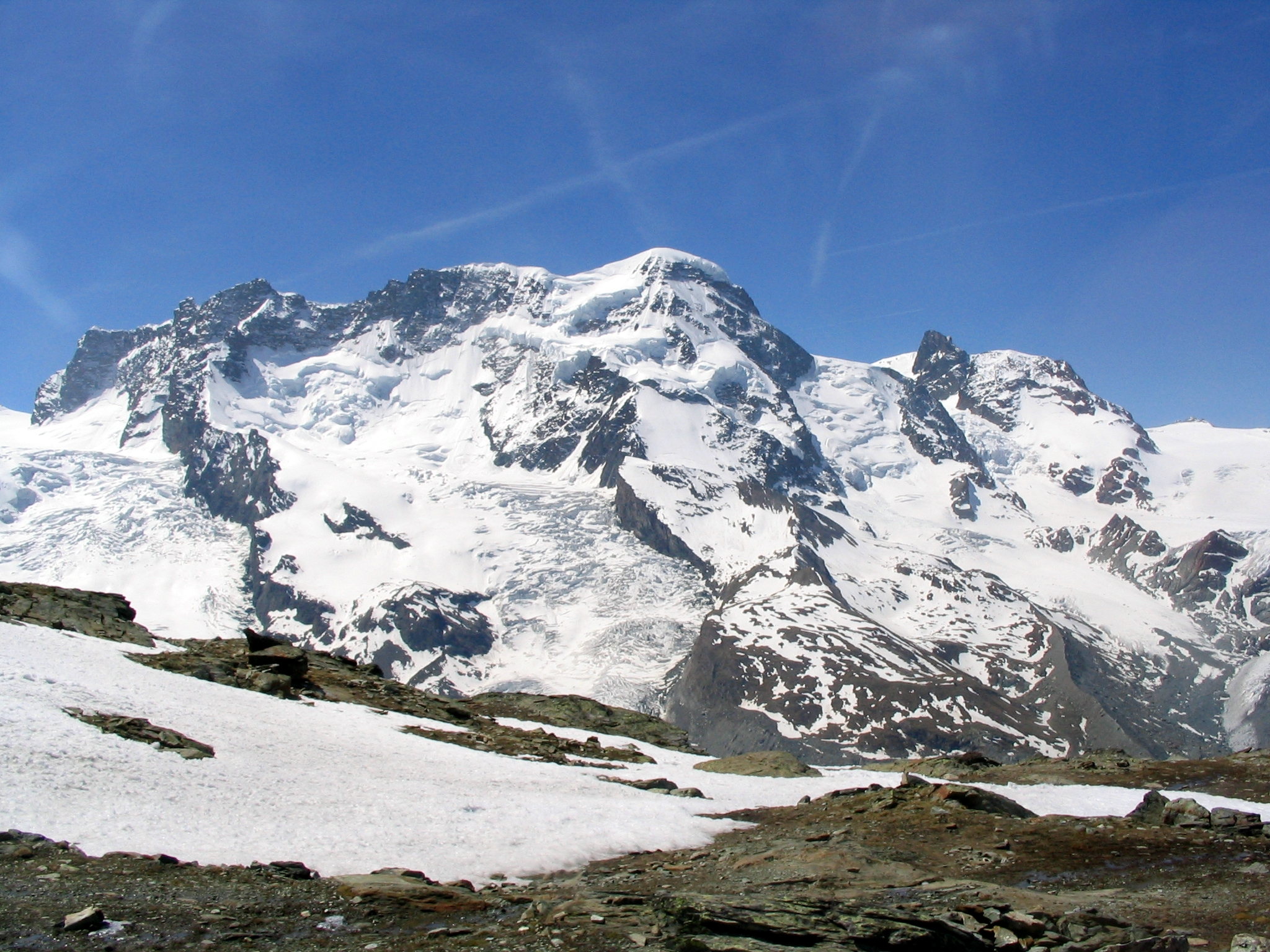
Брайтгорн з півночі
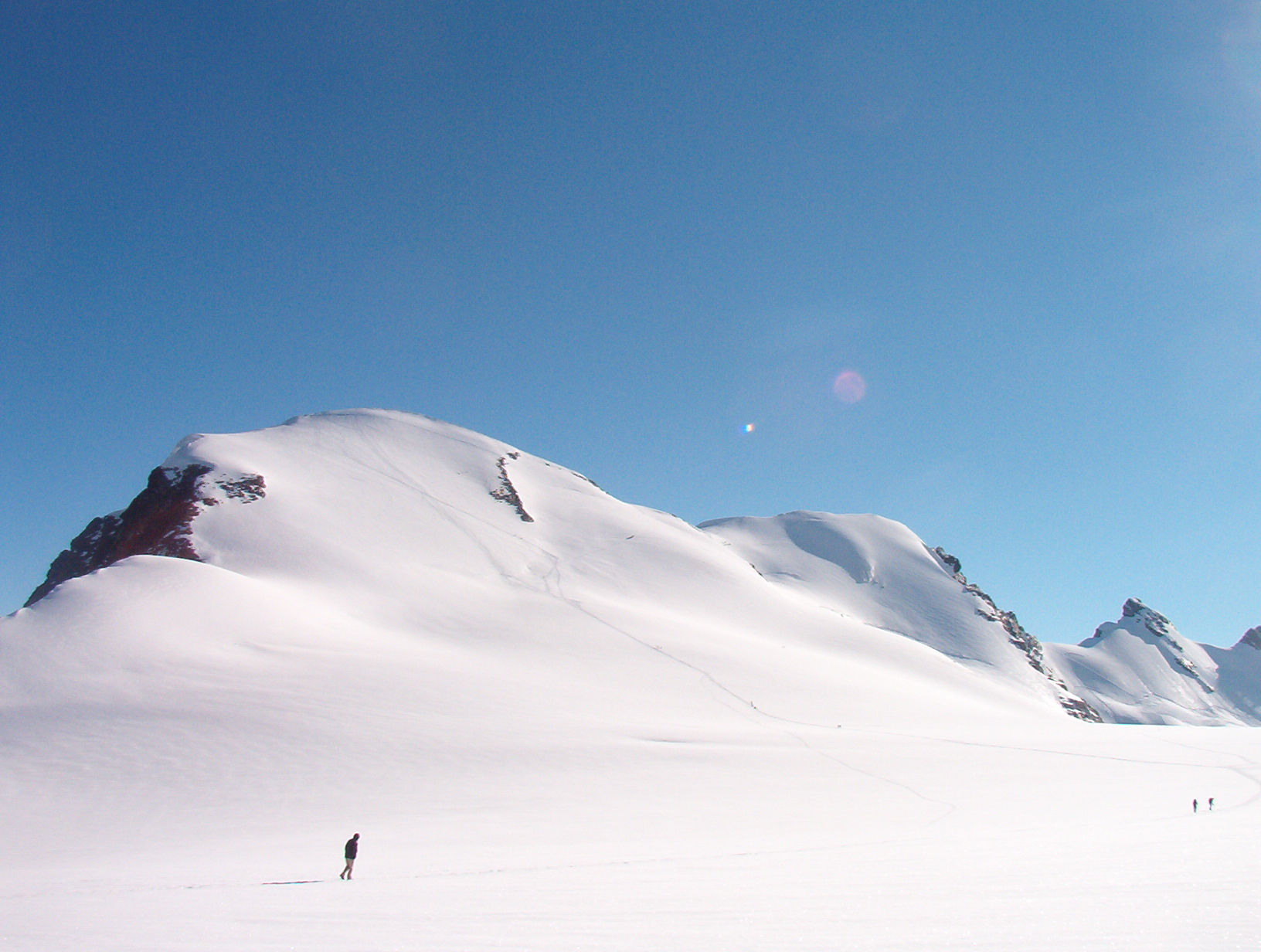
Брайтгорн з півдня
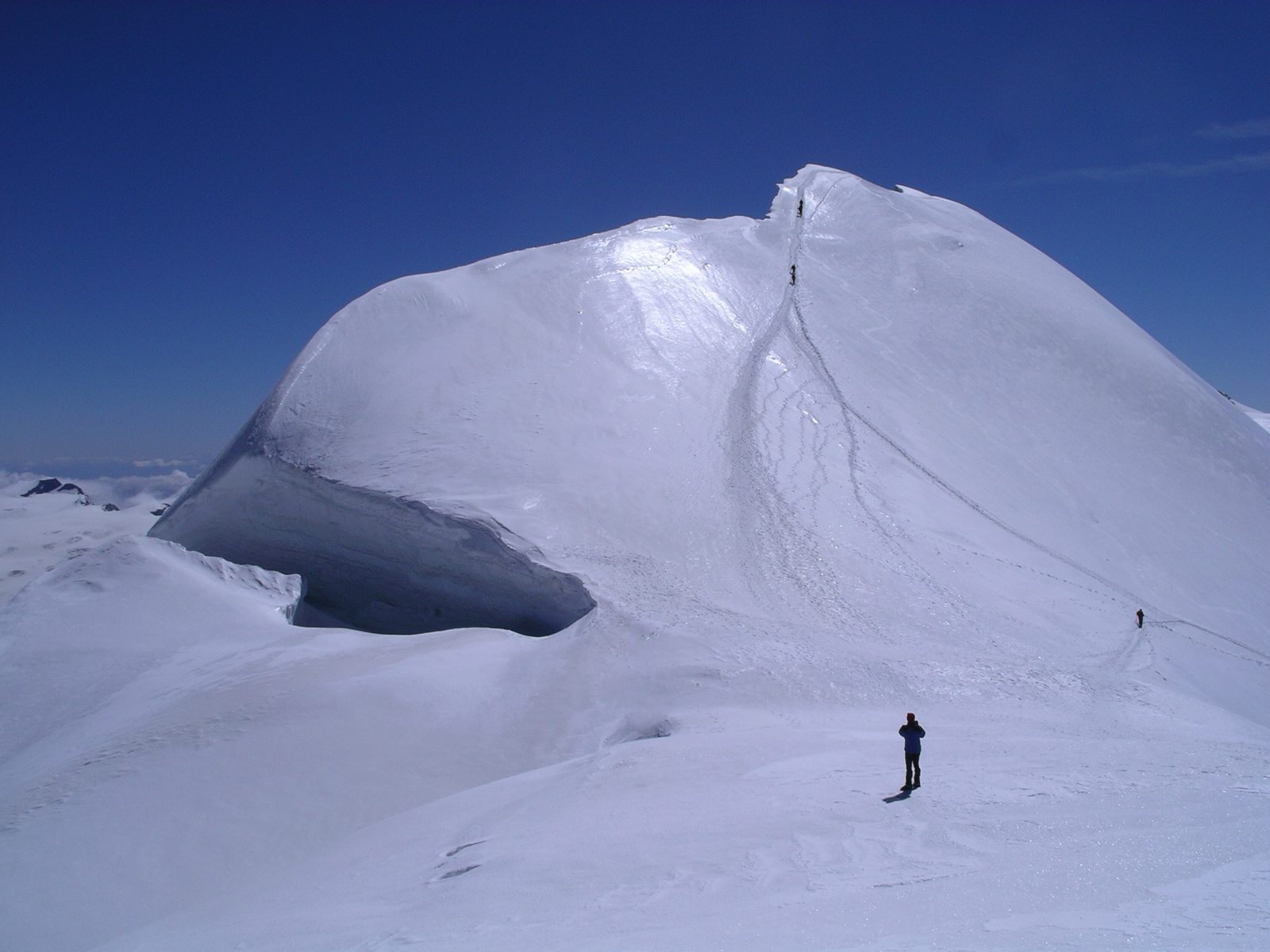
Брайтгорн зі сходу